# Braccato (film)
Braccato (Le battant) è un film del 1983 diretto da Alain Delon.

## Trama
Jacques Dernay è un delinquente che ha scontato molti anni in carcere per aver rubato dei diamanti a un gioielliere, rimasto ucciso durante la rapina. Quando finalmente esce dal carcere, si trova braccato da una banda criminale a cui fa capo Gino, sua vecchia conoscenza, che vuole recuperare i diamanti che Jacques aveva nascosto prima di essere arrestato. Gino e la sua banda uccidono amanti e amici dell'uomo per obbligarlo a rivelare il nascondiglio dei diamanti, ma lui riuscirà a evitare il peggio e ad ottenere vendetta.

## Produzione
Le riprese avvennero dal 23 agosto al 27 ottobre 1982, il film uscì nelle sale il 2 febbraio 1983.